# Strzyżewice (gemeente)
De gemeente Strzyżewice is een landgemeente in het Poolse woiwodschap Lublin, in powiat Lubelski.
De zetel van de gemeente is in Strzyżewice.
Op 30 juni 2004 telde de gemeente 7525 inwoners.

## Oppervlakte gegevens
In 2002 bedroeg de totale oppervlakte van gemeente Strzyżewice 108,84 km², waarvan:
- agrarisch gebied: 82%
- bossen: 15%

De gemeente beslaat 6,48% van de totale oppervlakte van de powiat.

## Demografie
Stand op 30 juni 2004:
| Omschrijving                   | Totaal | Totaal | Vrouwen | Vrouwen | Mannen | Mannen |
| ------------------------------ | ------ | ------ | ------- | ------- | ------ | ------ |
| eenheid                        | aantal | %      | aantal  | %       | aantal | %      |
| inwoners                       | 7525   | 100    | 3823    | 50,8    | 3702   | 49,2   |
| bevolkingsdichtheid (inw./km²) | 69,1   | 69,1   | 35,1    | 35,1    | 34     | 34     |

In 2002 bedroeg het gemiddelde inkomen per inwoner 1223,32 zł.

## Administratieve plaatsen (sołectwo)
Borkowizna, Bystrzyca Nowa, Bystrzyca Stara, Dębina, Dębszczyzna, Franciszków, Iżyce, Kajetanówka, Kiełczewice Dolne, Kiełczewice Górne, Kiełczewice Maryjskie, Kiełczewice Pierwsze, Kolonia Kiełczewice Dolne, Osmolice Pierwsze, Osmolice Drugie, Pawłów, Pawłówek, Piotrowice, Polanówka, Pszczela Wola, Strzyżewice, Żabia Wola.

## Overige plaatsen
Kandydaci, Kąty, Kolonia Dębszczyzna, Kolonia Pawłówek, Niemiecka Wieś, Ogrodniki, Piotrowice-Kolonia, Poczyśle, Podbystrzyca, Podlesie, Rechta, Rechtówek, Rękasówka, Saganówka, Stara Wieś, Stary Pawłówek, Stasin, Tuszów, Widniówka, Zagrody, Zapotok.

## Aangrenzende gemeenten
Bychawa, Głusk, Jabłonna, Niedrzwica Duża, Wilkołaz, Zakrzówek